# Korn III - Remember Who You Are
Korn III - Remember Who You Are är ett musikalbum av Korn utgivet 2010.

## Låtlista
1. "Uber-Time"
2. "Oildale"
3. "Pop A Pill"
4. "Fear Is A Place To Live"
5. "Move On"
6. "Lead The Parade"
7. "Let The Guilt Go"
8. "The Past"
9. "Never Around"
10. "Are You Ready To Live?"
11. "Holding All These Liese"

## Musiker
- Jonathan Davis – sång
- James "Munky" Shaffer – gitarr
- Reginald "Fieldy" Arvizu – bas
- Ray Luzier – trummor